# 33559 Laurencooper
33559 Laurencooper è un asteroide della fascia principale. Scoperto nel 1999, presenta un'orbita caratterizzata da un semiasse maggiore pari a 2,2716758 UA e da un'eccentricità di 0,1300380, inclinata di 6,02824° rispetto all'eclittica.